# Bartolomé Paredes Feliu
Bartolomé Paredes Feliu (Barcelona, 26 de febrer de 1947) és un antic futbolista català de la dècada de 1970.

## Trajectòria
Després de jugar pel carrer al districte de Nou Barris, quan tenia 12 anys va ingressar a l'infantil del FC Barcelona, entrenat aquells anys per Oriol Tort i posteriorment per Isidre Flotats. Coincidí a l'equip amb Branko Kubala, el fill gran de Laszi. A continuació passà al Juvenil i a l'Amateur. Fou campió de Catalunya a les categories infantil, juvenil i amateur, i campió d'Espanya amb la selecció catalana de Juvenils. El 1966 ingressà al CD Comtal, entrenat per Vicenç Sasot. Disputà els Jocs del Mediterrani de 1967, any en què donà el salt al primer equip, de la mà de Salvador Artigas. Davant les poques oportunitats de jugar al primer equip, iniciada la temporada marxà al Racing de Ferrol, i la temporada següent al Córdoba CF. Amb el Còrdova debutà a primera divisió, un 15 de desembre de 1968, en un Còrdova 3 - Pontevedra 1. La temporada 1969-70 va haver de realitzar el servei militar a Cartagena, i Paredes fou cedit per tercera campanya consecutiva, aquest cop a l'equip blanc-i-negre.
La temporada 1970-71 jugà finalment al Camp Nou. Sota les ordres de Vic Buckingham debutà de forma oficial amb el Barça un 7 de febrer de 1971 a l'estadi de Sarrià enfront l'Espanyol. En dues temporades a l'equip disputà 11 partits (9 de lliga i 2 de copa) i guanyà la Copa de la temporada 1970-71 i la finalíssima de la Copa de les Ciutats en Fires el 1971. L'any 1972 marxà a l'Sporting de Gijón amb la carta de llibertat del club, jugant dues temporades a nivell força alt, amb 35 partits de lliga disputats a primera divisió. La temporada 1974-75 fou fitxat pel Centre d'Esports Sabadell, on es va trobar amb antics companys com Zaldúa, Franch i Palau, amb Gustau Biosca a la banqueta. Posteriorment jugà a Tercera divisió al CF Calella, al CE L'Hospitalet i a la UA Horta.
Jugà un País Basc-Catalunya a San Mamés el 21 de febrer de 1971 en homenatge a Juan Gardeazábal, amb victòria de Catalunya per 1 a 2.

## Palmarès
- Copa espanyola:
  - 1970-71
- Finalíssima de la Copa de les Ciutats en Fires:
  - 1971